# José Emilio Amavisca
José Emilio Amavisca Gárate, född den 19 juni 1971 i Laredo, Spanien, är en spansk fotbollsspelare som tog OS-guld i herrfotbollsturneringen vid de olympiska sommarspelen 1992 i Barcelona.